# Kayar (Senegal)
Kayar ist eine städtische Gemeinde (commune) im Département Thiès der Region Thiès, gelegen im zentralen Westen Senegals an der Atlantikküste Grande-Côte.

## Geographische Lage
Kayar ist die einzige Stadt in dem Küstenabschnitt zwischen der Cap-Vert-Halbinsel und der Senegalmündung bei Saint-Louis. Sie liegt an der Grenze der Metropolregion Dakar und ist etwa 60 Kilometer von Dakar entfernt. Kayar ist die einzige Küstenstadt in dem ansonsten im Landesinneren gelegenen Département Thiès. Das Stadtgebiet hat eine Fläche von 3,493 km². Auf der Landseite ist es vollständig umgeben vom Gebiet der Gemeinde Diender.

## Geschichte
Der Ort Kayar wurde 2002 aus der Communauté rurale Diender herausgelöst und erhielt den rechtlichen Status einer Gemeinde (commune).

## Bevölkerung
Die letzten Volkszählungen ergaben für die Stadt jeweils folgende Einwohnerzahlen:
| Jahr | Einwohner |
| ---- | --------- |
| 1988 | …         |
| 2002 | 16.257    |
| 2013 | 23.585    |
| 2023 | 33.273    |

## Partnerstädte
Seit 2006 verbindet Kayar eine Partnerschaft mit Lorient in Frankreich.